# Begonia payung
Espèce
Begonia payung est une espèce de plantes de la famille des Begoniaceae.
Elle a été décrite en 2009 par Julia Sang et Ruth Kiew (1946-…).